# Out-of-the-box
Out-of-the-box is een term voor producten die geen tot weinig installatie behoeven. Het product is direct gebruiksklaar zodra het uit de doos gehaald wordt. De term wordt niet alleen gebruikt voor fysieke producten, maar ook voor software. In het geval van software bedoelt men dat het product na een eenvoudige installatie (bijvoorbeeld via een wizard) direct te gebruiken is.
De term moet niet verward worden met thinking outside the box (buiten het kader denken).